# Muhammad Naguib
Muhammad Naguib (àrab: محمد نجيب, Muḥammad Najīb) (Khartum, Sudan angloegipci, 20 de febrer del 1901 - el Caire, Egipte, 29 d'agost de 1984) fou un polític i militar egipci, primer president d'Egipte (18 de juny de 1953- novembre de 1954).

## Biografia
Fill d'un militar egipci destinat a Khartum, a l'època del Sudan Angloegipci, va estudiar en aquesta capital i després va entrar a l'Acadèmia Militar Reial d'Egipte amb 17 anys. Mentre estudiava a Khartum, criticava als britànics i tenia com a model a Napoleó, encara que més tard va agafar com a exemple a Mustafà Kamil Paixà, fundador el 1908 del Partit Nacionalista Egipci, i més tard a Saad Zaghlul (després de 1918). A la mort del seu pare el 1916 va retornar a Egipte, al Caire.
El 1924 era guàrdia al Caire però fou traslladat per les seves idees polítiques. Es va casar el 1927. Estava disposat a abandonar l'exèrcit el 1931 quan un inesperat ascens el va fer continuar. El 1934 es va casar per segon cop i poc després fou traslladat a la Guàrdia Costera. El 1939 fou nomenat a l'estat major general. El 1940 va refusar besar la mà del rei Faruk però després va ser nomenat cap d'estat major. El 1942 va dimitir per les concessions del rei als britànics però li fou refusada la dimissió. Es va distingir en la guerra araboisraeliana de 1948 al front de dues brigades d'infanteria; un altre que es va distingir fou el llavors jove capità Gamal Abdel Nasser. El 1949 Naguib es va unir en secret al Moviment dels Oficials Lliures, tots els membres del qual eren joves de menys de 35 anys procedents de classes mitjanes o baixes i dirigits pel ja coronel Gamal Abdel Nasser, que pensava que l'adhesió de Naguib, gran i amb notable prestigi, enfortiria el moviment. El 1950 Naguib fou ascendit a major general. Una altra dimissió el 1951, en protesta pel nomenament del corrupte Hussein Serri Amer com a cap de la Guàrdia Costera, li fou també refusada.

## Revolució
El 6 de gener de 1952 Naguib fou escollit a la presidència del club d'oficials de la marina, que fins aleshores era de fet designat pel rei, però ara per primer cop el candidat reial fou derrotat. Els disturbis del 26 de gener al Caire van estar a punt de decidir a Faruk de destituir a Naguib. No es va fer però el club d'oficials fou purgat i el Moviment d'Oficials Lliures va haver d'anticipar la presa del poder (previst pel 1955) i van activar el cop d'estat el 23 de juliol de 1952. Triomfant el cop, Naguib fou nomenat comandant en cap de l'exèrcit. A proposta de Naguib i Nasser, el rei Faruk fou obligat a abdicar (el dia 26 de juliol) en el seu fill infant Fuad II (nascut poc abans) i es va establir un consell de regència sota la presidència del príncep Muhammad Abdul Moneim del que Naguib fou membre. Naguib era l'única personalitat coneguda tant al país com al cercles informats de l'exterior entre els revolucionaris.

## President d'Egipte
Una vegada consolidada la revolució el primer ministre Ali Mahir Pasha que havia ocupat el càrrec el mateix dia de la revolució (ja havia estat primer ministre tres vegades abans), va haver de presentar la dimissió i el 17 de setembre Naguib va ocupar el càrrec; Nasser fou ministre de l'Interior al seu govern. El 18 de juny de 1953 Naguib declarava l'abolició de la monarquia egípcia i la instauració de la república. El mateix Naguib assolia el càrrec de president i mantenia el de primer ministre a més de ser president del Consell de Comandament de la Revolució i ministre de la Guerra. Nasser fou vicepresident i vice-primer ministre i s'albirava com home fort del règim. Naguib (de 53 anys) era partidari de retornar el poder als civils però Nasser (36 anys) era partidari d'establir primer els objectius revolucionaris abans de deixar el poder. Com que el verdader poder era el Consell de Comandament de la Revolució i aquí Nasser tenia majoria, les decisions adoptades havien d'estar aprovades pel Consell i, per tant, per Nasser, i les propostes de Naguib van començar a ser ignorades. Naguib va donar un ultimàtum a Nasser: o tenia poder efectiu al govern o dimitia. Per dos dies (25 a 27 de febrer) Naguib va dimitir i Nasser com a vicepresident i vice-primer ministre el va substituir, però Naguib va tornar al poder a causa de les manifestacions populars al seu favor, si bé Nasser passava a primer ministre, vicepresident i president del Consell. Naguib va tornar a la direcció del govern del 8 de març al 18 d'abril de 1954 quan ja Nasser s'havia assegurat el suport de la població i l'exèrcit. En endavant la posició de Naguib fou una presidència cerimonial.

## Retir i mort
Finalment el 14 de novembre de 1954 Naguib va dimitir definitivament i fou retirat a una vil·la a un suburbi del Caire propietat de Zienab Al-Wakil, esposa de Mustafa an-Nahhas Pasha, ex-primer ministre. Fou un virtual arrest domiciliari que va durar fins al 1972 quan el president Anwar al-Sadat li va aixecar.
Va morir el 29 d'agost de 1984. Al seu funeral hi va assistir el president Hosni Mubarak. El mateix any es van publicar les seves memòries.